# Laurynas Gucevičius
Laurynas Gucevičius (Wawrzyniec Gucewicz, en polonais), parfois nommé Laurynas Stuoka-Gucevičius, est un architecte polono-lituanien né à Migonys, avant le 5 août 1753, et mort à Vilna, le 21 décembre 1798, représentant le courant du classicisme en Lituanie et en Pologne.

## Biographie

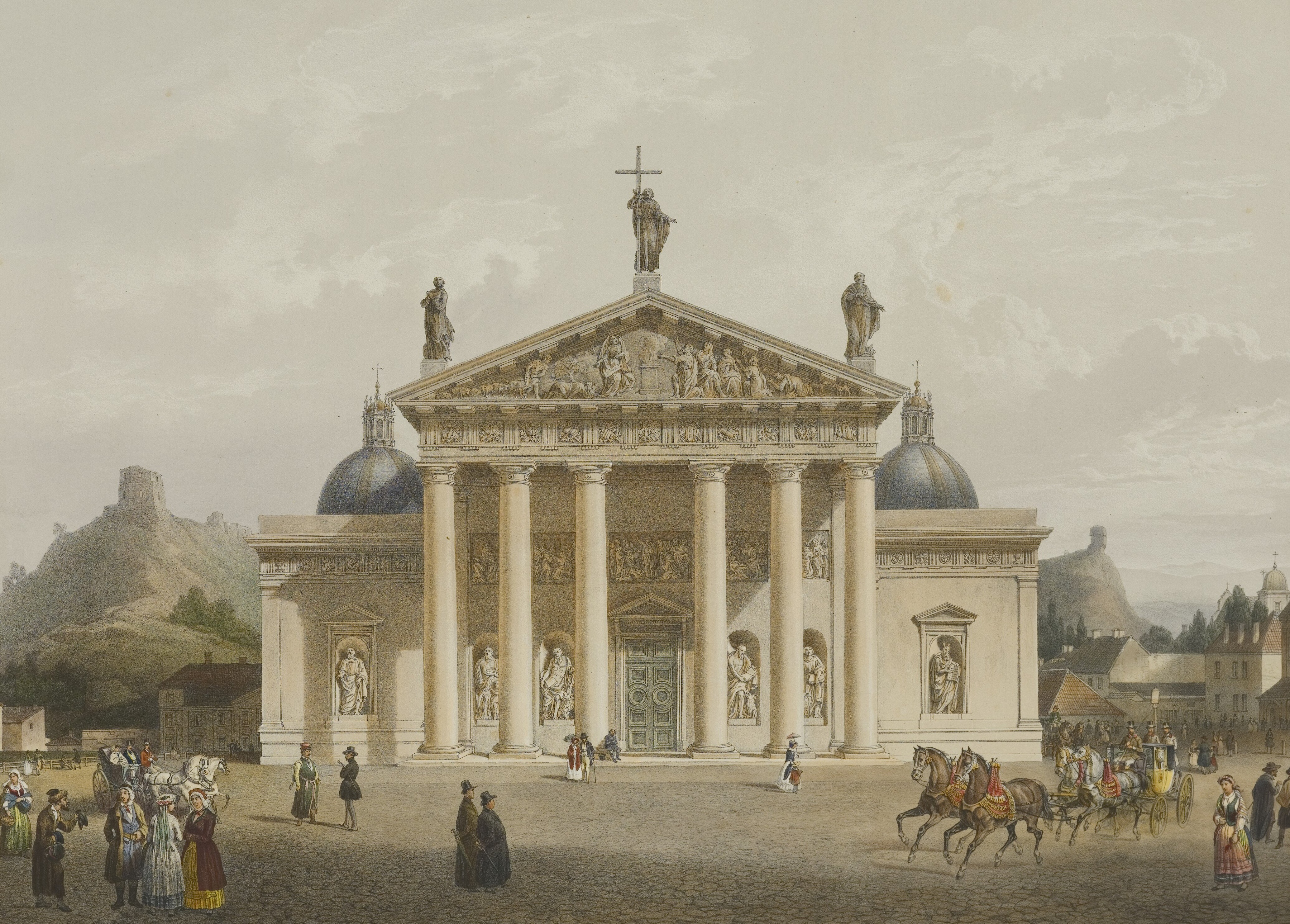
Dessin de 1847[1].
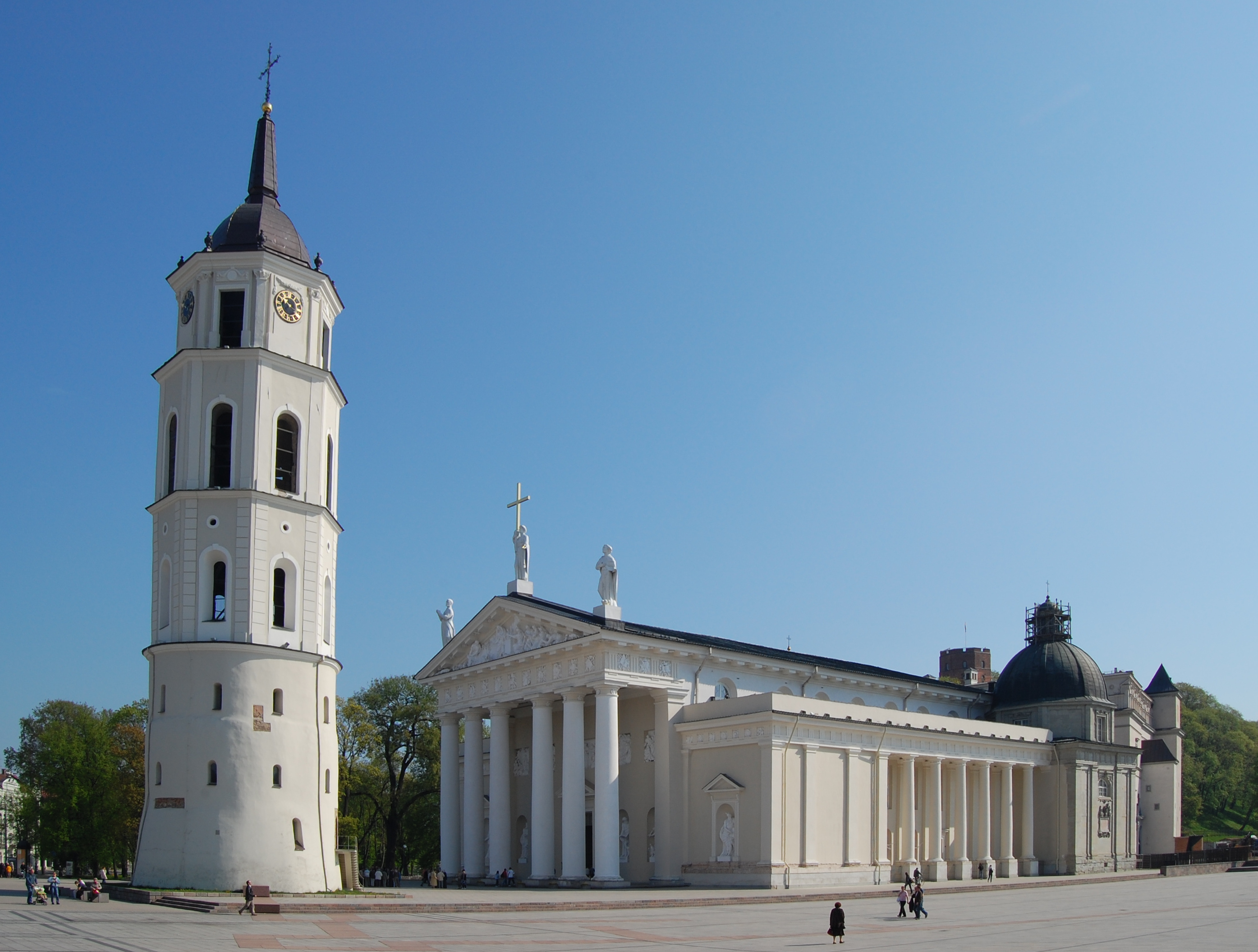
La cathédrale actuelle.
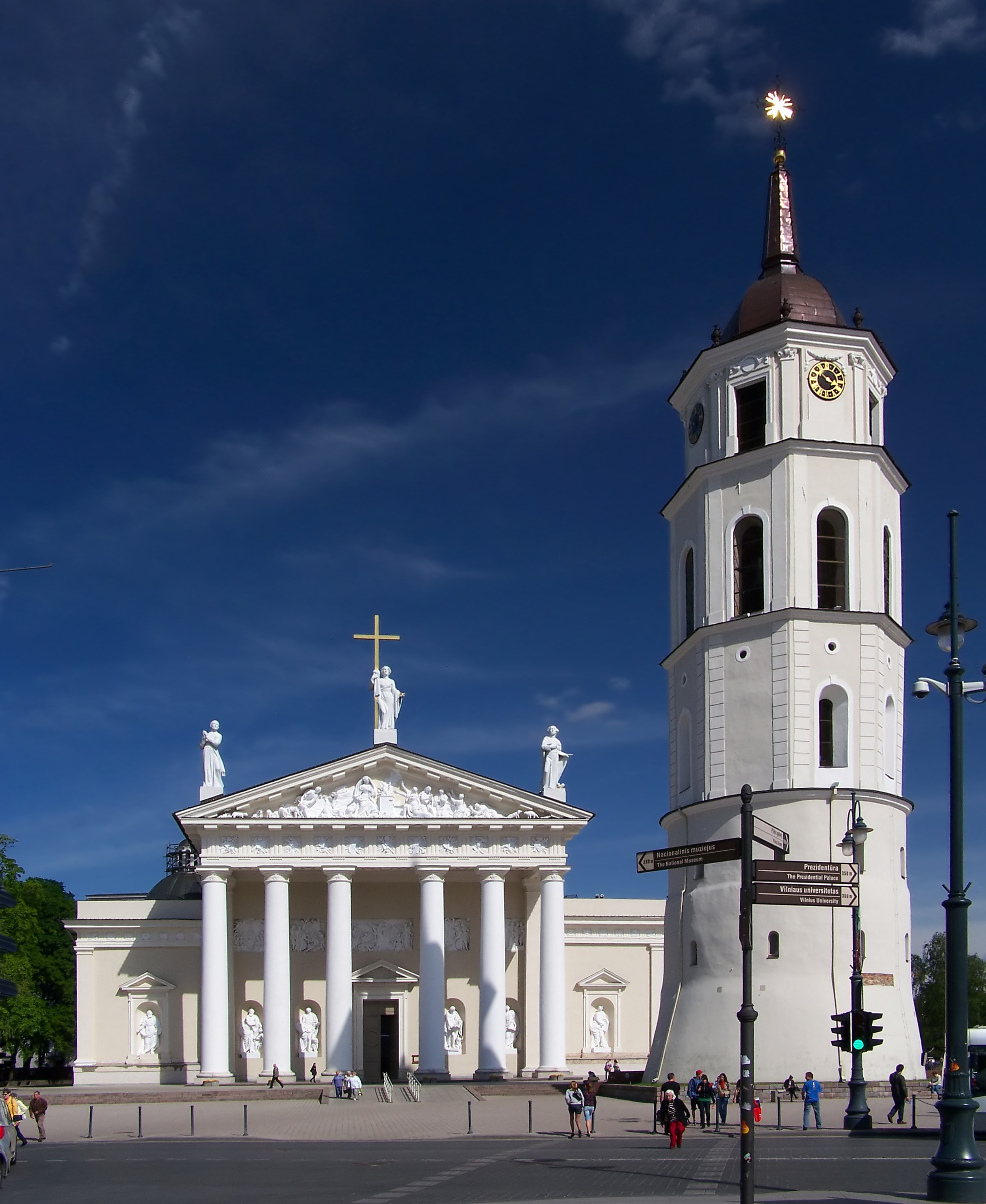
La cathédrale actuelle.
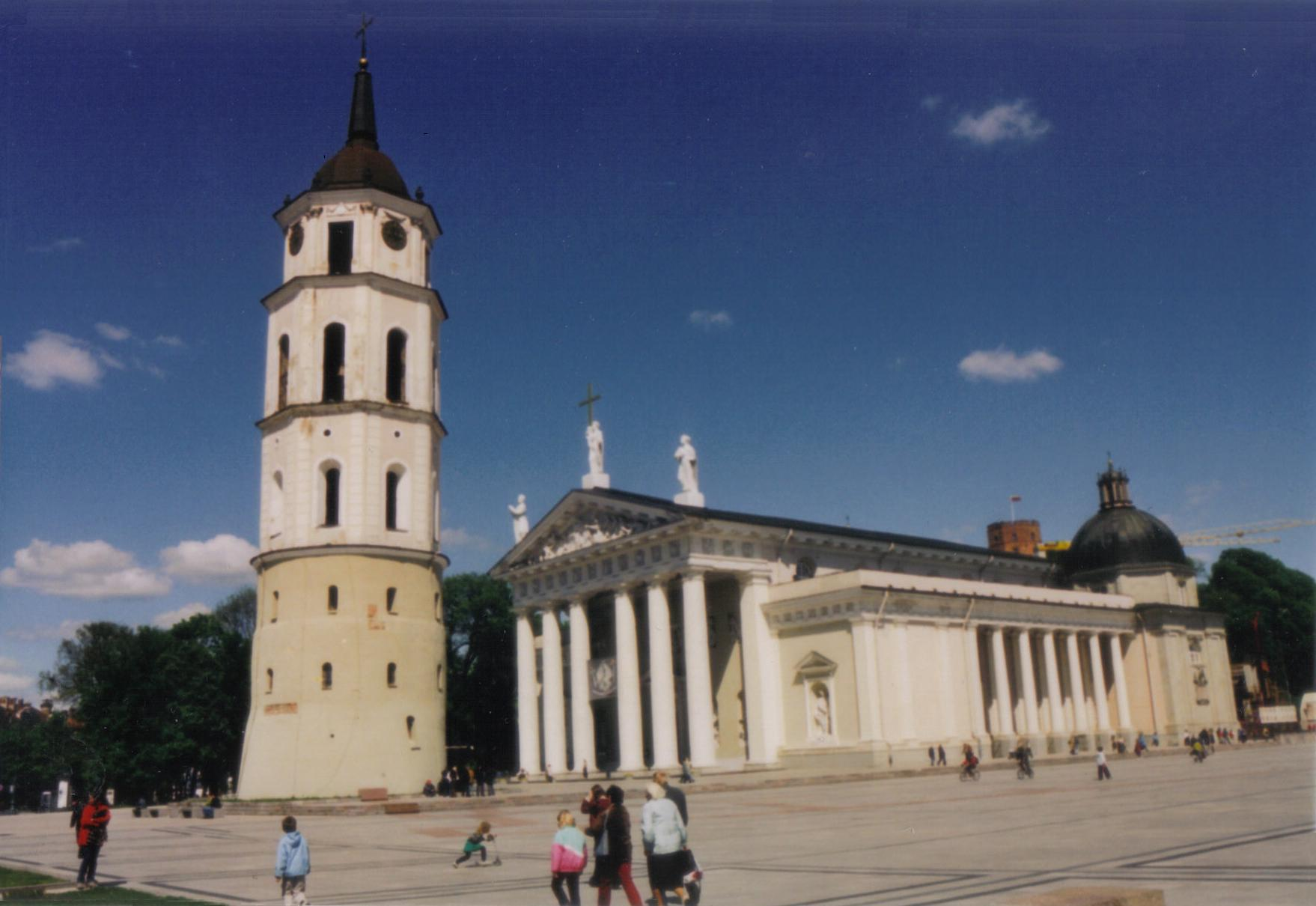
La cathédrale actuelle.

### Enfance et premières études en Lituanie

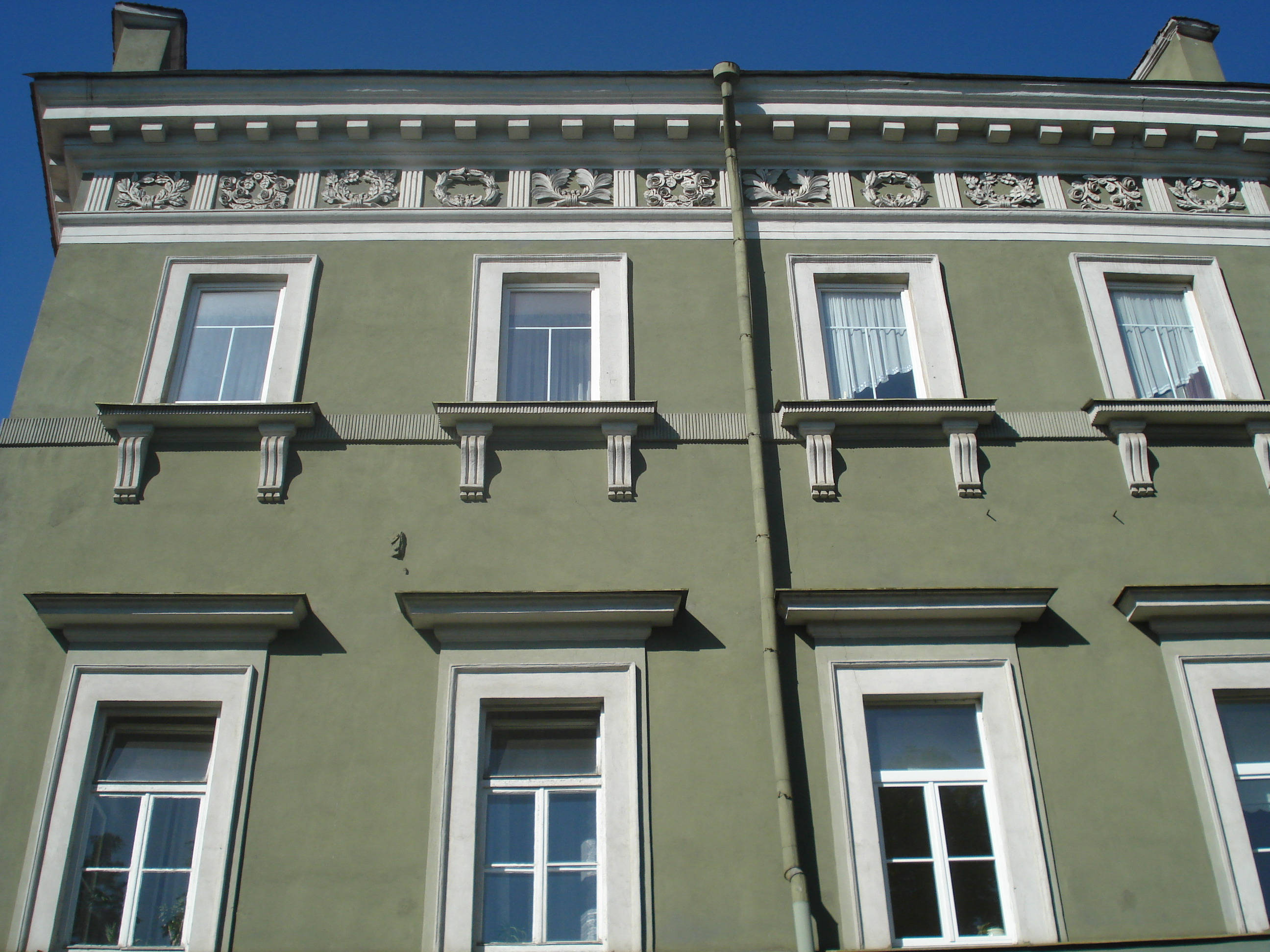
Maison, 16, rue Vokiečių, à Vilnius.

Laurynas Gucevičius naît dans le village de Migonys (Migance, en latin), près de Kupiškis, dans le district d'Ukmergė du grand-duché de Lituanie, membre de la république des Deux Nations. Son père est un paysan du nom Simonas Masiulis (Symoni Masulis, en latin), parfois appelé Stuoka, du nom de son beau-père. Laurynas Gucevičius est baptisé le 5 août 1753 sous le nom de Laurynas Masiulis. Sa mère, Kotryna Žekonytė Masiulienė (Catherine Masulowa, née Ziekonaycia, en polonais), meurt durant son enfance. Les parents de cette dernière et sa marraine Ona Baltušytė Gucevičienė (Anna Gucewicz, née Baltušytė, en polonais), l'entretiennent et financent ses études. Il change son nom pour Gucewicz/Gucevičius, en hommage à sa bienfaitrice. Il étudie dans les écoles locales de Kupiškis et Palėvenė, puis au gymnasium (lycée) de Panevėžys, dirigé par les piaristes. La perte des biens de sa famille lors d'un incendie ne lui permet pas d'entrer à l'École royale de Vilnius. En 1773, il entre à l'Académie de Vilnius, où il étudie le génie civil et suit des cours d'architecture donnés par Marcin Knackfus. C'est à cette époque qu'il devient moine missionnaire, sur les conseils de Mgr Ignacy Jakub Massalski, qui sera, plus tard, son mécène. Il obtient son diplôme en 1775.

### Voyages et formation européenne
En 1776, le roi Stanisław August Poniatowski lui accorde une bourse royale. Il part pour l'Italie et passe un an à Rome à étudier l'architecture classique, aux côtés de nombreux autres jeunes artistes et architectes polonais, comme Piotr Aigner, Szymon Bogumił Zug, Stanisław Zawadzki, Efraim Szreger et Jakub Kubicki,. 
Les années suivantes, il voyage dans les pays d'Europe occidentale, suivant des cours d'architecture et étudiant les œuvres des architectes les plus renommés de son temps. Il visite la France, le Danemark, où il travaille comme précepteur des enfants de l'ambassadeur du Danemark à Varsovie, la Suède et divers États allemands, notamment Hambourg, où il s'intéresse à la kabbale. À Paris, il étudie durant un an et demi avec les principaux architectes néo-classiques français de son temps, Jacques-Germain Soufflot (1713-1780), connu comme constructeur du Panthéon, et Claude Nicolas Ledoux (1736-1806). 

### Carrière en Lituanie

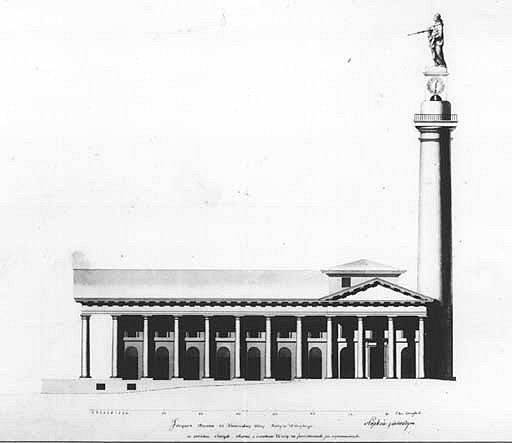
Projet initial.
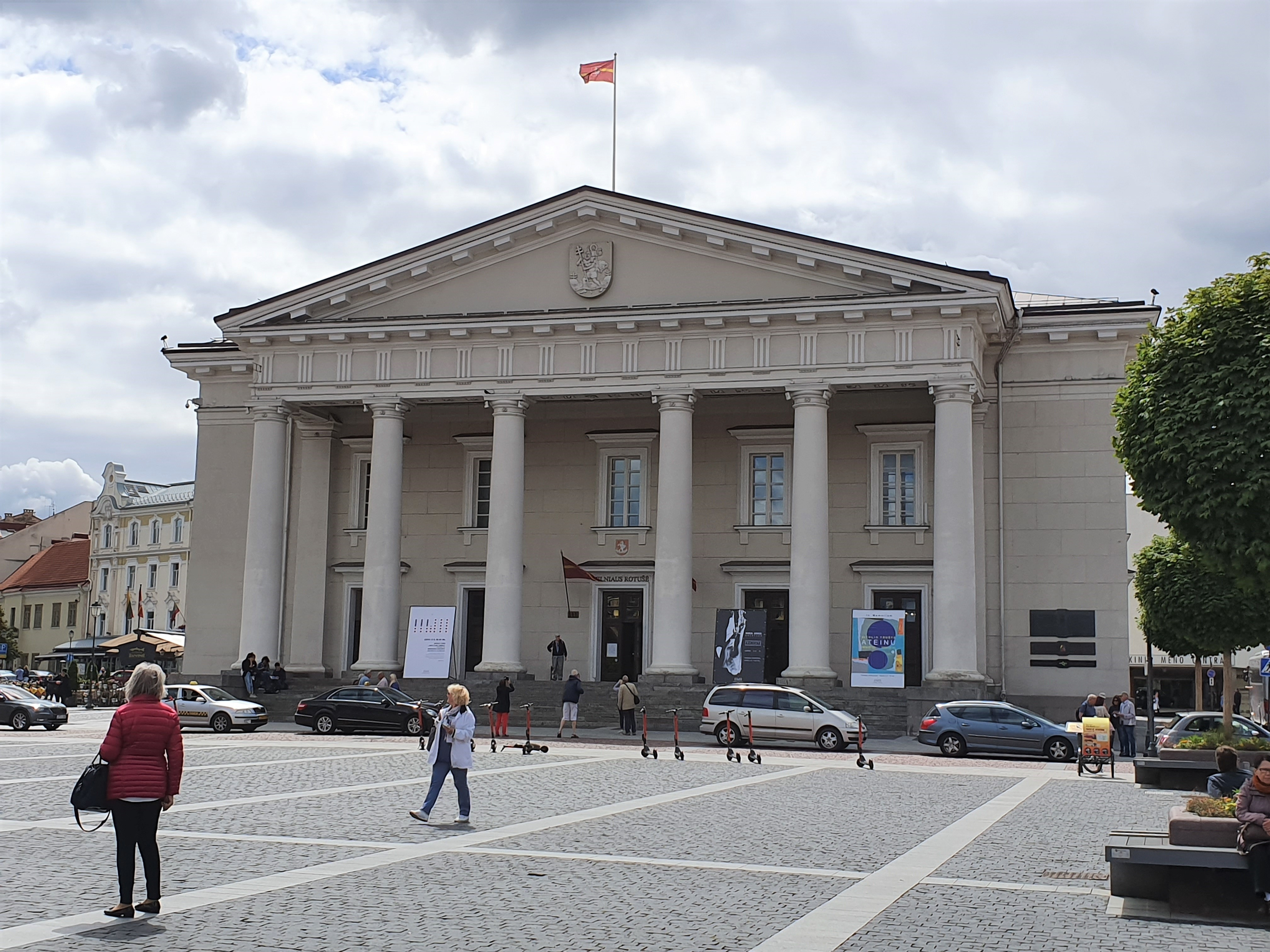
L'hôtel de ville actuel.

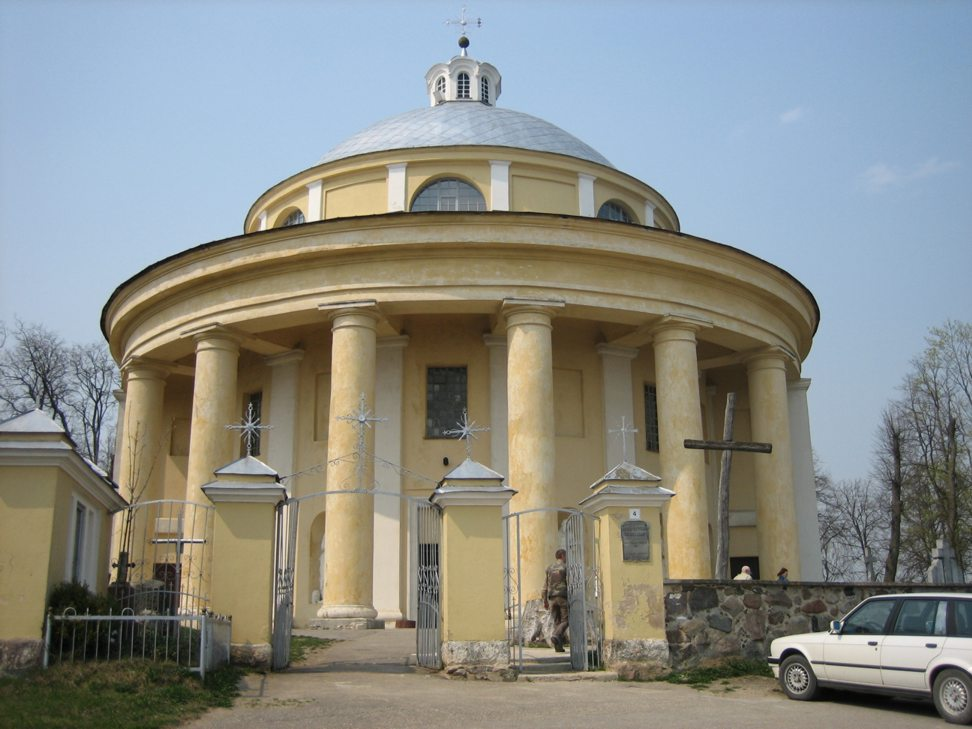
Église de la Sainte Trinité à Suderves.

À son retour en Lituanie, il est embauché par l'évêque Ignacy Jakub Massalski, un noble polonais, pour lequel il dessine et construit le palais épiscopal de Verkiai, connu ensuite sous le nom de ses propriétaires suivants, la famille Wittgenstein. Les travaux avaient été commencés par son ancien professeur Knackfus.

Blason de Laurynas Gucevičius, chevalier de Syrokomla.

En 1789, Laurynas Gucevičius devient professeur d'architecture et de topographie à l'École du corps d'artillerie et du génie, à Vilnius. Il est fait chevalier de Syrokomla le 11 novembre 1790 et reçoit de l'évêque Massalski un manoir à Bernatek, dans le district de Szeszole de la voïvodie de Bracław, et une maison, rue Saint Jean, à Vilnius. En 1794, il revient, comme professeur d'architecture civile et successeur de Marcin Knackfus à son alma mater, l'académie jésuite de Vilnius, à laquelle succédera l'université de Vilnius. Il est titulaire de la chaire de génie civil. En 1794, lors de l'insurrection de Kościuszko, il rejoint les rangs de la garde civile locale et prend part l'insurrection de Vilnius contre la garnison russe. Il devient un des dirigeants de la milice locale de volontaires. Blessé lors d'une escarmouche près d'Ašmiany (maintenant en Biélorussie), il est démobilisé. À son retour à Vilnius, il apprend la mort de son protecteur, l'évêque Massalski. Après les partitions de la Pologne, lorsque Vilnius est annexée à la Russie impériale, les nouvelles autorités expulsent Laurynas Gucevičius de l'académie, en représailles à sa participation au soulèvement. Il y revient cependant en 1797, comme titulaire de la chaire d'architecture nouvellement créée.
C'est à cette époque qu'il crée ses œuvres les plus célèbres. Vers 1799, l'hôtel de ville de Vilnius est achevé. Il en construit un similaire, mais plus petit, à Widze, près de Bratslav (actuellement Vidzy, en Biélorussie).  Il travaille à la reconstruction, achevée en 1801, de la cathédrale de Vilnius dans le style néo-classique, chantier qu'il a entreprise en 1777. La cathédrale a subi de nombreux remaniements et est partiellement baroque. On dit parfois que ce travail, inspiré d'un temple romain, précède les œuvres de Thomas Hamilton et James Playfair, deux architectes écossais, qui introduisent le classicisme au Royaume-Uni. Cette rénovation lui vaut d'être décoré par le roi Stanisław August Poniatowski.
Il meurt le 10 septembre 1798, des suites d'une chute d'échafaudage, et est enterré dans l'église Saint Étienne de Vilnius. On a longtemps supposé qu'il était enterré au cimetière de Rasos, à Vilnius, et que l'emplacement exact de sa tombe avait été oublié. Sa pierre tombale porte l'inscription « D. O. M. Tu w Bogu spoczywa Wawrzyniec Gucewicz Architekt Profesor Akademii Wileńskiej Zmarły w 1798 roku W 45 swojego życia Prosi o westchnienie do Boga Za swoją duszę ». Dans son testament, il lègue tous ses projets à la république des Deux Nations et certains de ses dessins et esquisses sont actuellement (2010) à la bibliothèque de l'université de Varsovie,.

## Œuvre

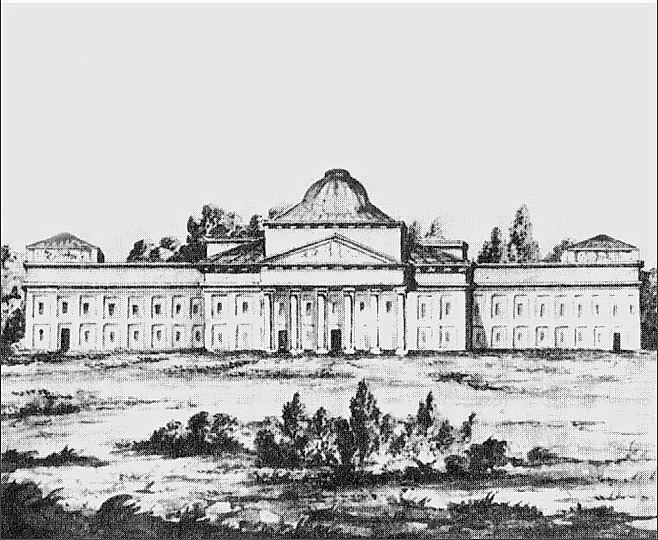
Le palais de Verkiai, avant son remaniement.
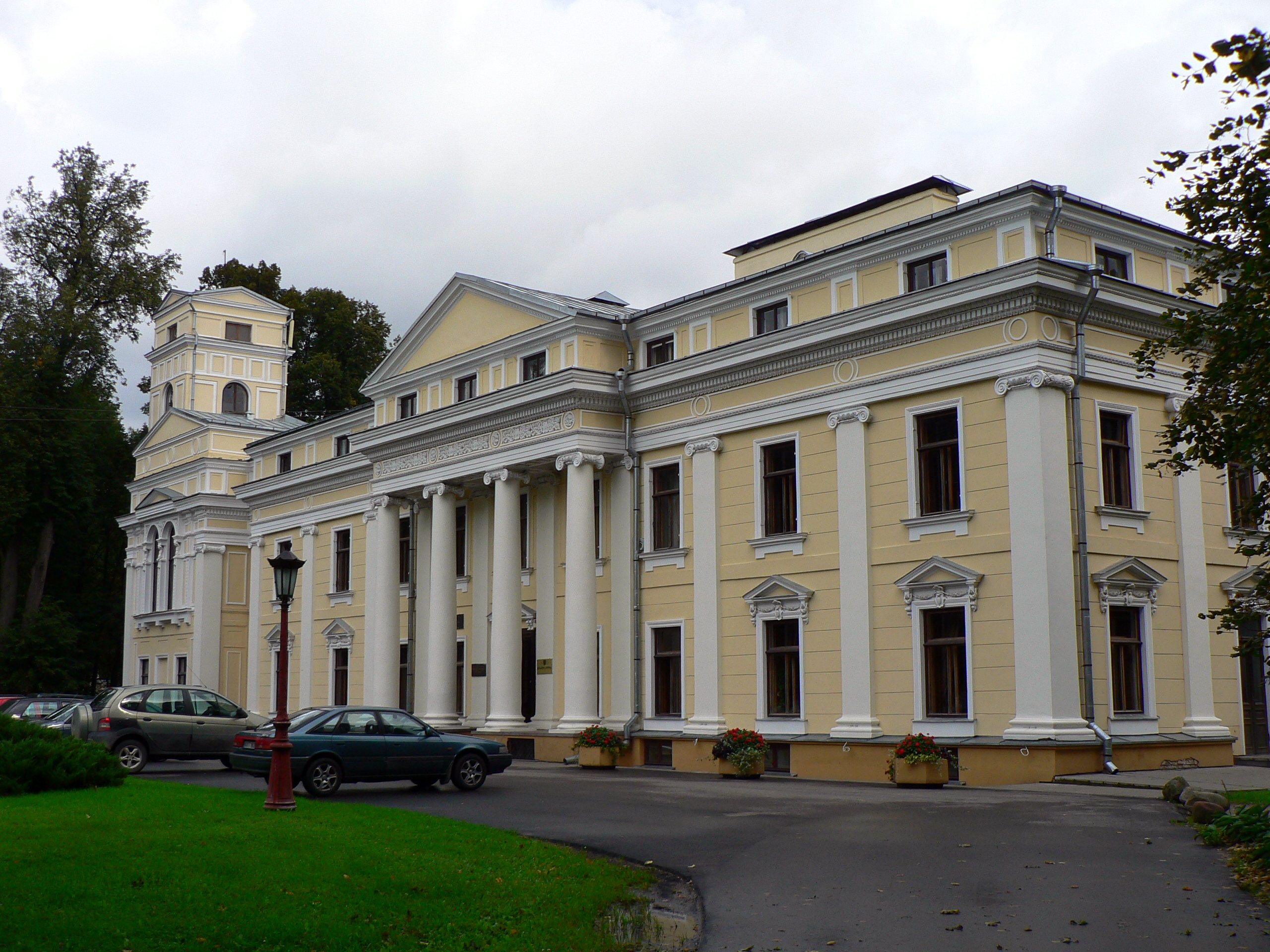
Le palais actuel.

La majorité de ses bâtiments est construite en Pologne et en Lituanie. Les plus connus sont la cathédrale Saint Stanislas de Vilnius et l'hôtel de ville et le palais épiscopal d'été de Verkiai. Ce dernier est considéré comme le plus bel exemple d'ensemble classique en Lituanie. Le bâtiment central, les écuries et quelques annexes sont conservés. L'église de Suderves, la cour d'honneur et l'hôtel de ville de Vidzy (Biélorussie), l'église Saint Jean à Kaunas, la maison à la carpe, rue Trockiej, à Vilnius, sont également son œuvre.
De nombreux autres projets lui sont attribués, bien qu'on ne possède pas de documents sur leur auteur réel. Parmi ceux-ci, on peut citer le palais de la famille Tyzenhaus, à Rokiškis, achevé en 1801, la reconstruction du château de Raudonė et de l'église de Saint Jean et Saint Jacques apôtres pour leurs propriétaires de l'époque, la famille Olędzki (Olendzki) h. Rawicz, le manoir et l'église Saint Jean-Baptiste de Čiobiškis, ainsi que plusieurs immeubles commerciaux à Kretinga. On pense également qu'il a préparé les plans de palais pour d'autres notables de l'époque, dont les familles Radziwiłł, Sapieha, Pac, Chomiński et Scypion, bien que les destructions d'archives dues à la Seconde Guerre mondiale rendent difficile de trancher la question de façon définitive,. 
Laurynas Gucevičius est aussi l'auteur d'une carte topographique de la partie occidentale de la ville de Vilnius.

## Style
Les caractéristiques de son style sont la monumentalité des formes et des volumes, l'harmonie de l'intégration dans l'environnement et le traitement spécial des formes architecturales antiques. Partisan de la fonctionnalité, Laurynas Gucevičius évite les décorations superflues.

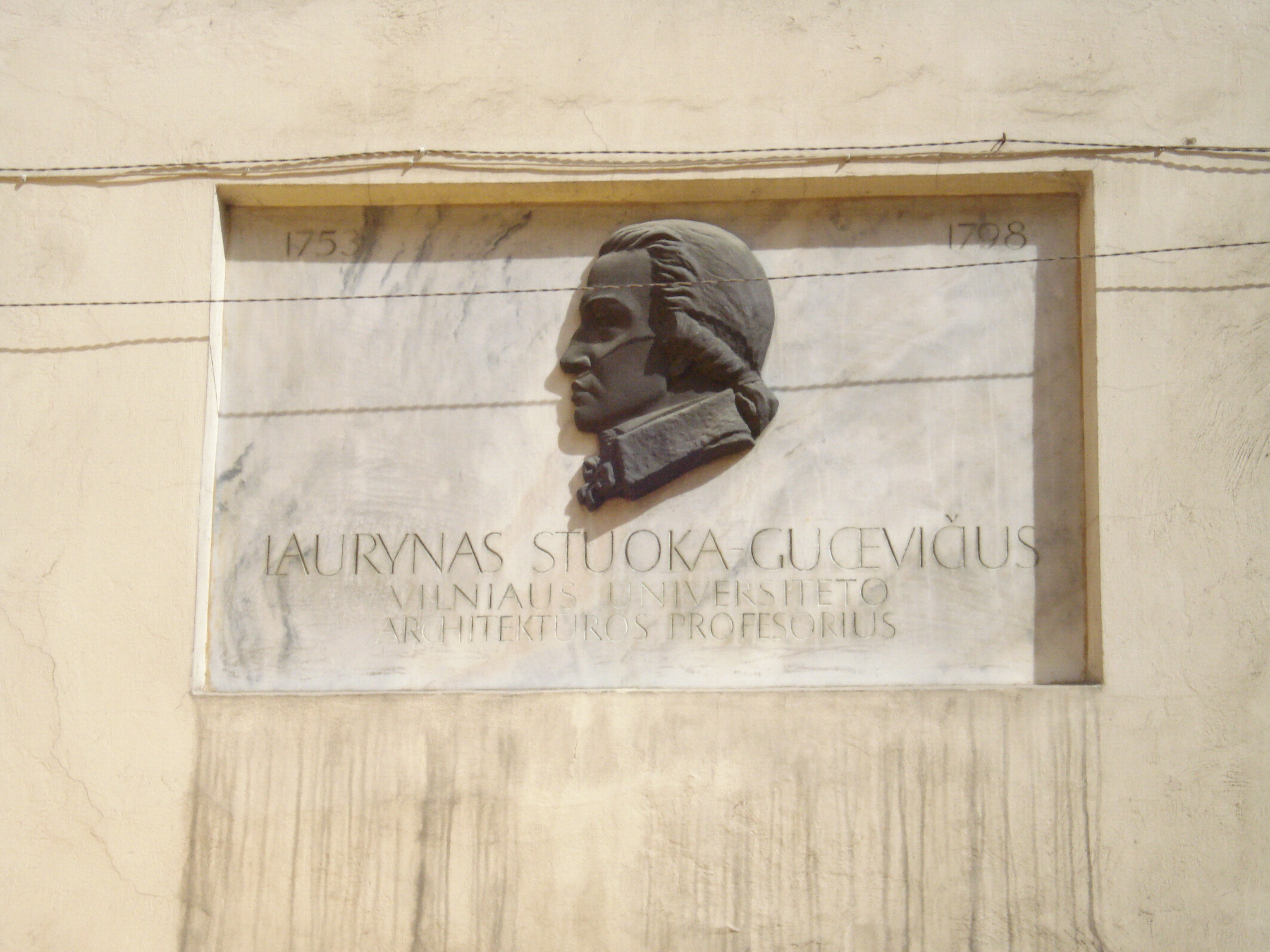
Plaque commémorative, par Konstantinas Bogdanas, dans la cour Stuoka-Gucevičius de l'université de Vilnius.
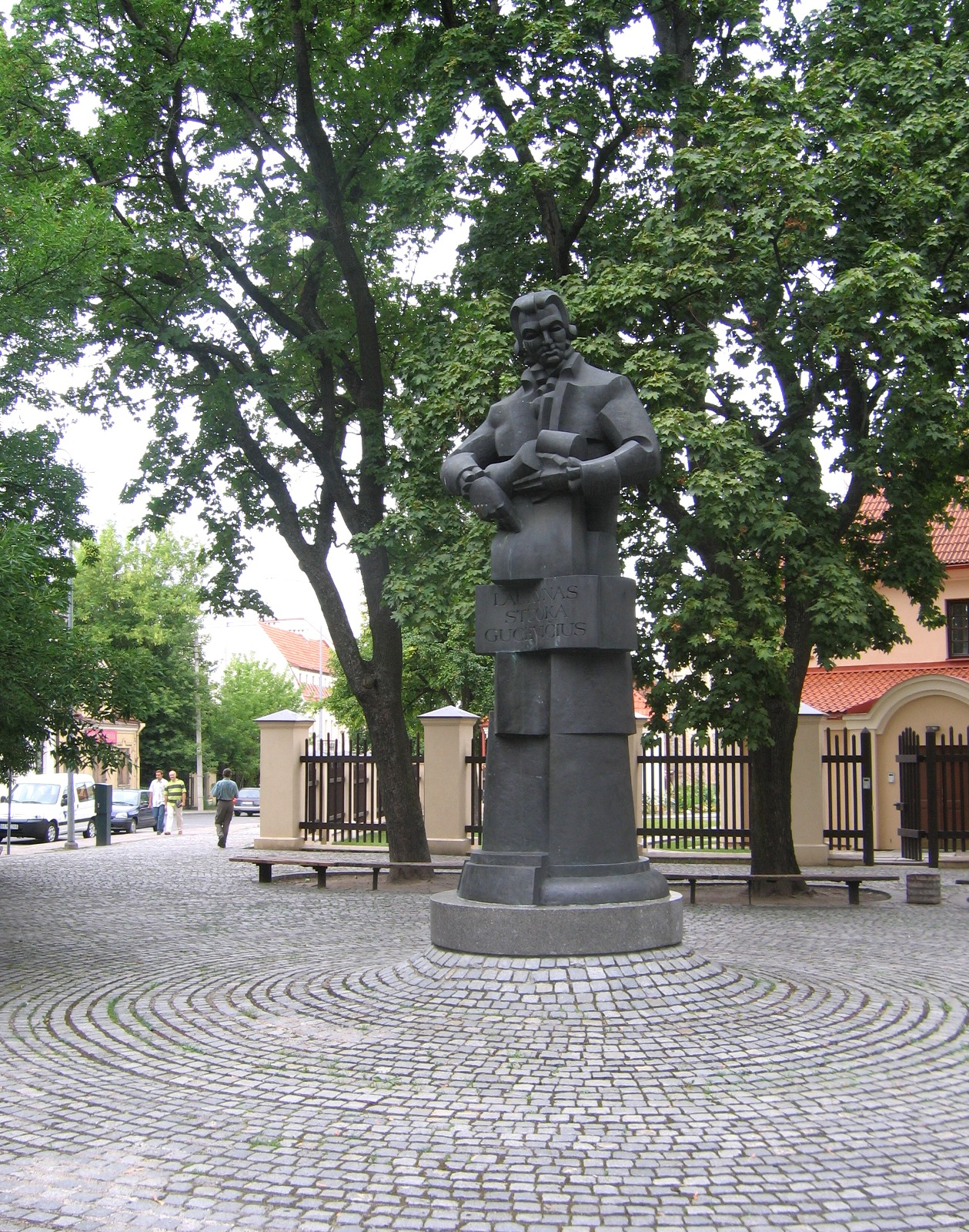
Monument à Vilnius.
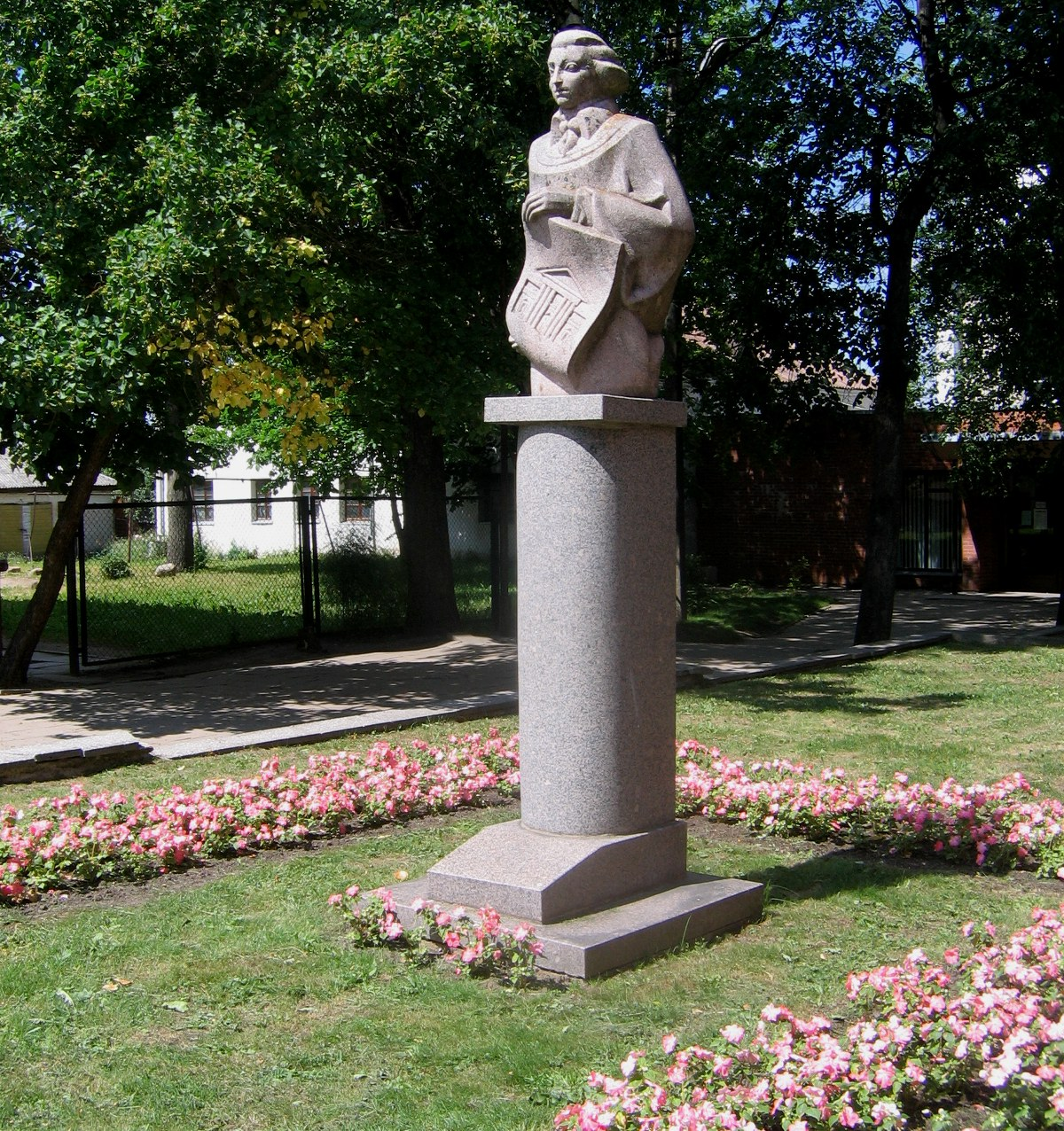
Monument à Kupiškis.

## La cathédrale, de Justinas Marcinkevičius
Le poète lituanien Justinas Marcinkevičius s'est inspiré de la vie et des créations de Laurynas Gucevičius pour écrire sa pièce La cathédrale.